# シノン城
シノン城 （Château de Chinon）は、フランスのロワール渓谷、アンドル＝エ＝ロワール県のシノンにある城。   
世界遺産「シュリー＝シュル＝ロワールとシャロンヌ間のロワール渓谷」に含まれる。

## 立地
シノン城の重要性はその立地条件、すなわちヴィエンヌ川の岸辺の、ちょうどロワール川との合流地点に立つという位置から生まれる。有史以前からフランスの川は主要な流通経路であった。ヴィエンヌ川が、ポワトゥーの肥沃な南平野とリモージュの都市とを結び、ロワール川はさながら広大な大通りの役割を果たした。ロワール川は、西海岸にあるナントの港で海とつながり、東はイル・ド・フランスにもつながっていた。シノン城はヴィエンヌ川の中洲に立っているので交通の便がよく、また岸壁に立ちふさがる岩が天然の砦となるだけでなく例年のように起こる川の氾濫に対する堰ともなる。

## 建築
城は台地の高い位置にあり、巨大な城は町全体を見下ろしている。この地はガロ・ローマンの砦であったように思われる。4世紀の終わりごろに聖マルティヌスの弟子聖メクシムが、最初に庵を、次いで街の東の傾斜地に修道院を建てた。後に城の基礎建築となるこの修道院は中世初期に最も栄え、美しく装飾された大きな教会堂、回廊、司祭の住居が1区画、といった規模を誇ったが、16世紀のユグノー戦争に続き1789年のフランス革命で城は閉鎖、一部解体された。前方にはひどく破壊されたファサードと塔だけが残されていたが、現在は修復されて文化センターとして使用されている。

## 歴史
シノンの山は954年、ブロワ伯ティボー1世の拠点として築城された。12世紀のシノンはアンジュー伯に属し、プランタジネット家出身のイングランド王ヘンリー2世の居城となっていた。ヘンリー2世は、長さ1,300フィート以上、幅250フィート、高さ115フィート（14世紀の時計塔）という巨大な城の建築ほぼすべてに関わっている。シノンはアンジュー帝国の莫大な領土における南の中心地として、ポワティエとボルドーを支えていた。
1173年、ヘンリー2世はシノン城ほか大陸側においてアンジュー帝国の要ともいえる3つの城（シノン城、ルーダン・ミルボー）を、末子のジョンに与えようとして、当時共同君主であった次男の若ヘンリー王の公然たる抗議にあい、やがてジョン以外の3人の息子たち、若ヘンリー、リチャード1世、ジェフリーの反乱をまねくこととなる。1189年、ヘンリー2世は失意の中この城で亡くなり、彼と王妃アリエノール・ダキテーヌ、息子のリチャード1世は全員近くのフォントヴロー修道院に埋葬されている。
水はないものの深い堀があり、その堀でシノン城は3つの区画に分けられる。東の部分は「聖ゲオルギウスの砦」、中央部は「ミリューの城」、西の部分は「クードレイの砦」と呼ばれる。13世紀初期にカペー朝がアンジューを併合すると、フランス王フィリップ2世はルーアンやパリ同様、円筒形の本丸を「クードレイの砦」の入り口に増築する。本丸（もしくは天守閣）は「クードレイの塔｣と呼ばれ、1307年に起こったテンプル騎士団の弾圧の際、騎士が抑留され拷問された。
15世紀初期、シノン城はシャルル王太子（後のシャルル7世）の居城となった。ジャンヌ・ダルクが1429年3月8日にシノン城を訪れ、王太子を見分けて、自分が王であることを宣言し、軍を立ち上げてフランスをイングランドから解放するよう訴えている。
1562年に、シノン城はユグノーの所有となり、アンリ4世はこれを国家刑務所とした。このあと城は放置されるが、恐怖政治時代の1793年、ヴァンデの反乱により城は一時的に占拠される。しかしすぐに城は放置されて荒廃する。その後、ナポレオン3世が部分的に修築に取りかかった。現在、シノン城は主要な観光地としてシノンの町によって運営されている。

## ワイン
シノンは、ロワール側対岸のブルグイユとともに、ロワールワインの中では最も優れたワインの一つといわれている。AOCシノンは、シノン、リグレなど18の村で算出する。
赤は、カベルネ・フランを75％以上、のこりはカベルネ・ソーヴィニョンで作られ、十分なタンニンとほどよい酸味があり、よいヴィンテージのものは20年以上飲むことができる。日本での購入価格が千円前後と手軽な、軽い味わいの赤ワインもある。
白ワインは、生産量が少ないが、シュナン・ブラン種のぶどうを使ったこくのある辛口である。

## 演劇
ジェームズ・ゴールドマンによってシノン城を舞台とする劇、『冬のライオン』が1966年にブロードウェイで初演された。1183年のクリスマス、シノン城を舞台にイングランド国王ヘンリー2世と王妃エレノア、彼らの息子たち、そしてフランス国王フィリップを絡めて、権力や人間関係の巡る愛憎を描いた。1968年にイギリスで映画化、1999年にリバイバル上演、2003年にアメリカでテレビ映画としてリメイクされるなど、何度も再演されている人気作である。